# Simbabwische Cricket-Nationalmannschaft in Namibia in der Saison 2023/24
Die Tour der simbabwischen Cricket-Nationalmannschaft nach Namibia in der Saison 2023/24 fand vom 24. bis zum 30. Oktober 2023 statt. Die internationale Cricket-Tour war Bestandteil der Internationalen Cricket-Saison 2023/24 und umfasste fünf Twenty20s. Namibia gewann die Serie 3–2.

## Vorgeschichte
Für beide Mannschaften war es die erste Tour der Saison. Das letzte Aufeinandertreffen der beiden Mannschaften bei einer Tour fand in der Saison 2022 in Simbabwe statt. Die Tour diente als Vorbereitung zum Afrika-Regionalfinale der Qualifikation zum ICC Men’s T20 World Cup 2024.

## Stadien
Die folgenden Stadien wurden für die Tour als Austragungsort vorgesehen.
| Stadion                        | Stadt    | Kapazität | Spiele      |
| ------------------------------ | -------- | --------- | ----------- |
| United Cricket Ground          | Windhoek | 3.000     | 3. – 5. T20 |
| Wanderers Cricket Ground (WCG) | Windhoek | unbekannt | 1. & 2. T20 |

## Kaderlisten
Die Mannschaften gaben vor der Tour folgende Kader bekannt.
| Test | Test |
| Namibia | Simbabwe |
| --- | --- |
| - Gerhard Erasmus (K) - JJ Smit (VK) - Karl Birkenstock - Niko Davin - Shaun Fouché - Jan Frylinck - Zane Green (wk) - Handre Klazinge - Malan Kruger - Jean-Pierre Kotze - Michael van Lingen - Tangeni Lungameni - Jan Nicol Loftie-Eaton - Mauritius Ngupita - Bernard Scholtz - Ben Shikongo | - Craig Ervine (K) - Faraz Akram - Ryan Burl - Tendai Chatara - Brad Evans - Luke Jongwe - Innocent Kaia - Tinashe Kamunhukamwe - Clive Madande (wk) - Wesley Madhevere - Wellington Masakadza - Nyasha Mayavo (wk) - Carl Mumba - Richard Ngarava - Sikandar Raza - Nick Welch - Sean Williams |

## Twenty20 Internationals

### Erstes Twenty20 in Windhoek
| 24. Oktober Scorecard | Windhoek (WCG) | Simbabwe 121-9 (20)           | – | Namibia 122-3 (13.4) |
|                       |                | Namibia gewinnt mit 7 Wickets |   |                      |

Simbabwe gewann den Münzwurf und entschied sich als Schlagmannschaft zu beginnen. Als Spieler des Spiels wurde Niko Davin ausgezeichnet.

### Zweites Twenty20 in Windhoek
| 25. Oktober Scorecard | Windhoek (WCG) | Namibia 198-3 (20)             | – | Simbabwe 200-5 (20) |
|                       |                | Simbabwe gewinnt mit 5 Wickets |   |                     |

Simbabwe gewann den Münzwurf und entschied sich als Feldmannschaft zu beginnen. Als Spieler des Spiels wurde Sikandar Raza ausgezeichnet. 

### Drittes Twenty20 in Windhoek
| 27. Oktober Scorecard | Windhoek (UG) | Namibia 138-6 (20)             | – | Simbabwe 144-4 (18.4) |
|                       |               | Simbabwe gewinnt mit 6 Wickets |   |                       |

Namibia gewann den Münzwurf und entschied sich als Schlagmannschaft zu beginnen. Als Spieler des Spiels wurde Sikandar Raza ausgezeichnet. 

### Viertes Twenty20 in Windhoek
| 29. Oktober Scorecard | Windhoek (UG) | Simbabwe 153-6 (20)           | – | Namibia 154-3 (18.4) |
|                       |               | Namibia gewinnt mit 7 Wickets |   |                      |

Simbabwe gewann den Münzwurf und entschied sich als Schlagmannschaft zu beginnen. Als Spieler des Spiels wurde Gerhard Erasmus ausgezeichnet. 

### Fünftes Twenty20 in Windhoek
| 30. Oktober Scorecard | Windhoek (UG) | Namibia 101 (18.4)         | – | Simbabwe 93 (19.2) |
|                       |               | Namibia gewinnt mit 8 Runs |   |                    |

Simbabwe gewann den Münzwurf und entschied sich als Feldmannschaft zu beginnen. Als Spieler des Spiels wurde JJ Smit ausgezeichnet. 

## Auszeichnungen

### Player of the Series
Als Player of the Series wurden der folgende Spieler ausgezeichnet.
| Serie   | Player of the Series |
| ------- | -------------------- |
| Tweny20 | Sikandar Raza        |

### Player of the Match
Als Player of the Match wurden die folgenden Spieler ausgezeichnet.
| Spiel       | Player of the Match |
| ----------- | ------------------- |
| 1. Twenty20 | Nikolaas Davin      |
| 2. Twenty20 | Sikandar Raza       |
| 3. Twenty20 | Sikandar Raza       |
| 4. Twenty20 | Gerhard Erasmus     |
| 5. Twenty20 | JJ Smit             |